# Edward A. O'Neal
Pour les articles homonymes, voir O'Neal.
Edward Asbury O'Neal, né le 20 septembre 1818 et mort le 7 novembre 1890, est un officier confédéré et un homme politique démocrate américain. Il est gouverneur de l'Alabama entre 1882 et 1886.

## Biographie
Son fils Emmet O'Neal est gouverneur de l’Alabama entre 1911 et 1915.